# Bheki Dlamini
Bheki Dlamini (ur. 1952?) – polityk z Eswatini, tymczasowy premier od 18 września do 23 października 2008 roku. Należy do rodu panującego, nie jest członkiem żadnej partii politycznej. Władzę przejął przed wyborami parlamentarnymi z rąk Absaloma Themby Dlaminiego, po czym po sformowaniu nowego gabinetu przekazał ją Barnabasowi Sibusiso Dlaminiemu.